# Mesonemoura tibetensis
Mesonemoura tibetensis är en bäcksländeart som beskrevs av Zhu, F., D. Yang och C. Yang 2003. Mesonemoura tibetensis ingår i släktet Mesonemoura och familjen kryssbäcksländor. Inga underarter finns listade i Catalogue of Life.